# Ambrogio
Ambrogio  è un nome proprio di persona italiano maschile.

## Varianti
- Maschili: Ambrosio[2]
  - Alterati: Ambrogino[2][3], Ambrosino[2]
  - Ipocoristici: Giotto[3], Gino
- Femminili: Ambrogia[2], Ambrosia[2]
  - Alterati: Ambrogina[1][2], Ambrosina[2]

### Varianti in altre lingue
- Catalano: Ambròs[5], Ambrosi[5]
- Ceco: Ambrož[3]
- Croato: Ambrozije[3]
- Francese: Ambroise[3][4]
- Gallese: Emrys[3][4]
- Georgiano: ამბროსი (Ambrosi)[3]
- Greco antico: Ἀμβρόσιος (Ambrósios)[1][2][3]
  - Femminili: Ἀμβροσία (Ambrosía)[1][6]
- Inglese: Ambrose[3][4][7]
  - Femminili: Ambrosine[6]
- Latino: Ambrosius[1][3][4][7]
- Ligure: Ambreuxo[8]
  - Ipocoristici: Breuxo, Broxin[8], Bruxin[9]
- Lombardo: Ambroeus[10]
- Olandese: Ambroos[3]
  - Ipocoristici: Broos[3]
- Polacco: Ambroży[3]
- Portoghese: Ambrósio[3]
- Rumeno: Ambrosiu, Ambrozie
- Russo: Амвросий (Amvrosij)[3]
- Serbo: Амброзије (Ambrozije)
- Sloveno: Ambrož[3][4]
- Spagnolo: Ambrosio[3][4][5]
- Ucraino: Амвросій (Amvrosij)[3]
- Ungherese: Ambrus[3][4]

## Origine e diffusione

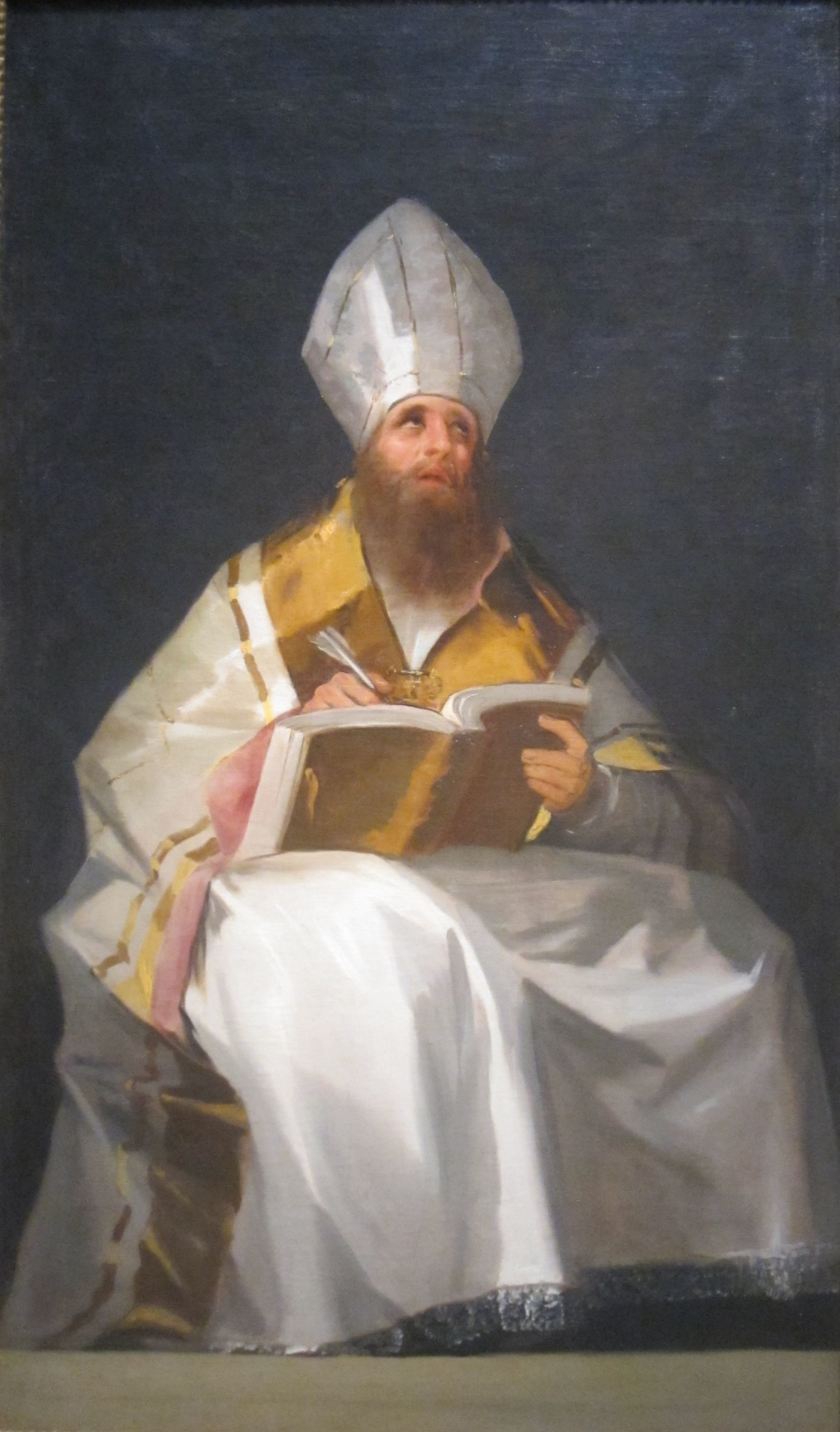
Sant'Ambrogio dipinto da Francisco de Goya, al Cleveland Museum of Art

Deriva dal nome greco Ἀμβρόσιος (Ambrósios), basato su ἄμβροτος (ámbrotos), composto da (μ)βρότος ((m)brotos, "mortale") combinato con un'alfa privativa; il significato è "immortale" (lo stesso di Khalid, Javed e Atanasio), e per estensione "divino". Dallo stesso vocabolo deriva il nome dell'ambrosia, il "nettare degli dei" della mitologia greca.
Il nome greco, documentato relativamente tardi, era frequente solo nella sua forma femminile; anche la forma latina è tarda, attestata soltanto in epoca cristiana, e veniva interpretata come "destinato alla vita eterna" o "alla salvezza spirituale". La devozione verso sant'Ambrogio aiutò enormemente la diffusione del nome nei paesi cristiani dell'Europa; in Inghilterra, sebbene non sia mai stato molto comune, sopravvisse alla Riforma protestante, perlopiù nelle comunità cattoliche.
In Italia, negli anni 1970, si contavano circa 25 000 occorrenze del nome, più oltre 8 000 delle forme femminili (1 300 per Ambrogia, 6 000 per Ambrosia e 900 per Ambrogina); era attestato maggiormente al Nord, con quasi due terzi dei casi in Lombardia. Dal diminutivo "Ambrosino" viene il termine bosin, che in dialetto milanese indica un campagnolo dell'alto milanese, da cui ha preso il nome la bosinada, rozza composizione in dialetto, molto in voga nei secoli scorsi.

## Onomastico
L'onomastico si festeggia solitamente il 7 dicembre, in memoria di sant'Ambrogio, vescovo di Milano e dottore della Chiesa. Con questo nome si ricordano anche, alle date seguenti:
- 5 gennaio, sant'Ambrogio, monaco a San Savino, Piacenza[12]
- 17 marzo, sant'Ambrogio, nobile di Alessandria d'Egitto[12]
- 2 maggio, sant'Ambrogio, martire in Spagna[1]
- 3 giugno, sant'Ambrogio Kibuuka, uno dei Santi martiri dell'Uganda[12]
- 10 giugno, sant'Ambrogio di Optina, ieromonaco[11]
- 9 agosto, sant'Ambrogio di Sarapul, vescovo di Sarapul e Elabuga, venerato dalla Chiesa ortodossa russa
- 19 luglio, sant'Ambrogio Autperto, abate di San Vincenzo al Volturno[12]
- 16 agosto, sant'Ambrogio, martire a Ferentino[1][12]
- 28 agosto, sant'Ambrogio, vescovo di Saintes[1][12]
- 3 settembre, sant'Ambrogio, vescovo di Sens[1][11][12]
- 10 settembre, sant'Ambrogio Edoardo Barlow, sacerdote e martire a Tyburn[11][12]
- 3 ottobre, sant'Ambrogio Francesco Ferro, martire con altri compagni a Uruaçu[11][12]
- 16 ottobre, sant'Ambrogio, vescovo di Cahors[1][12]
- 2 novembre, sant'Ambrogio, abate a Saint-Maurice[1][12][11]

Si ricordano inoltre vari beati, fra cui:
- 7 gennaio, beato Ambrogio Fernandes, sacerdote e martire a Nagasaki[11]
- 20 marzo, beato Ambrogio Sansedoni, domenicano senese[1][11]
- 30 giugno, beato Ambrogio de Feis, certosino[11]
- 26 agosto, beato Ambrogio da Benaguacil, sacerdote e martire tra Valencia e Barcellona[11]
- 2 settembre, beato Ambroise-Augustin Chevreux, abate e martire nei massacri di settembre[11]
- 18 settembre, beato Ambrogio Maria da Torrente, religioso e martire con altri compagni a Torrent[11]
- 23 ottobre, beato Ambrogio Leone Lorente Vicente, martire con altri compagni a Benimaclet[11]
- 20 novembre, beato Ambrogio Traversari, monaco[11]

## Persone
- Ambrogio Teodosio Macrobio, filosofo, scrittore e funzionario romano
- Ambrogio di Milano, vescovo e scrittore romano
- Ambrogio Annoni, architetto italiano
- Ambrogio Calvano, pittore italiano
- Ambrogio Colombo, ingegnere e aviatore italiano
- Ambrogio Donini, storico italiano
- Ambrogio Figino, pittore italiano
- Ambrogio Fogar, navigatore, esploratore, scrittore e conduttore televisivo italiano
- Ambrogio Lorenzetti, pittore italiano
- Ambrogio Merodio, teologo e storico italiano
- Ambrogio Traversari, sacerdote, teologo e umanista italiano

### Variante Ambrosio

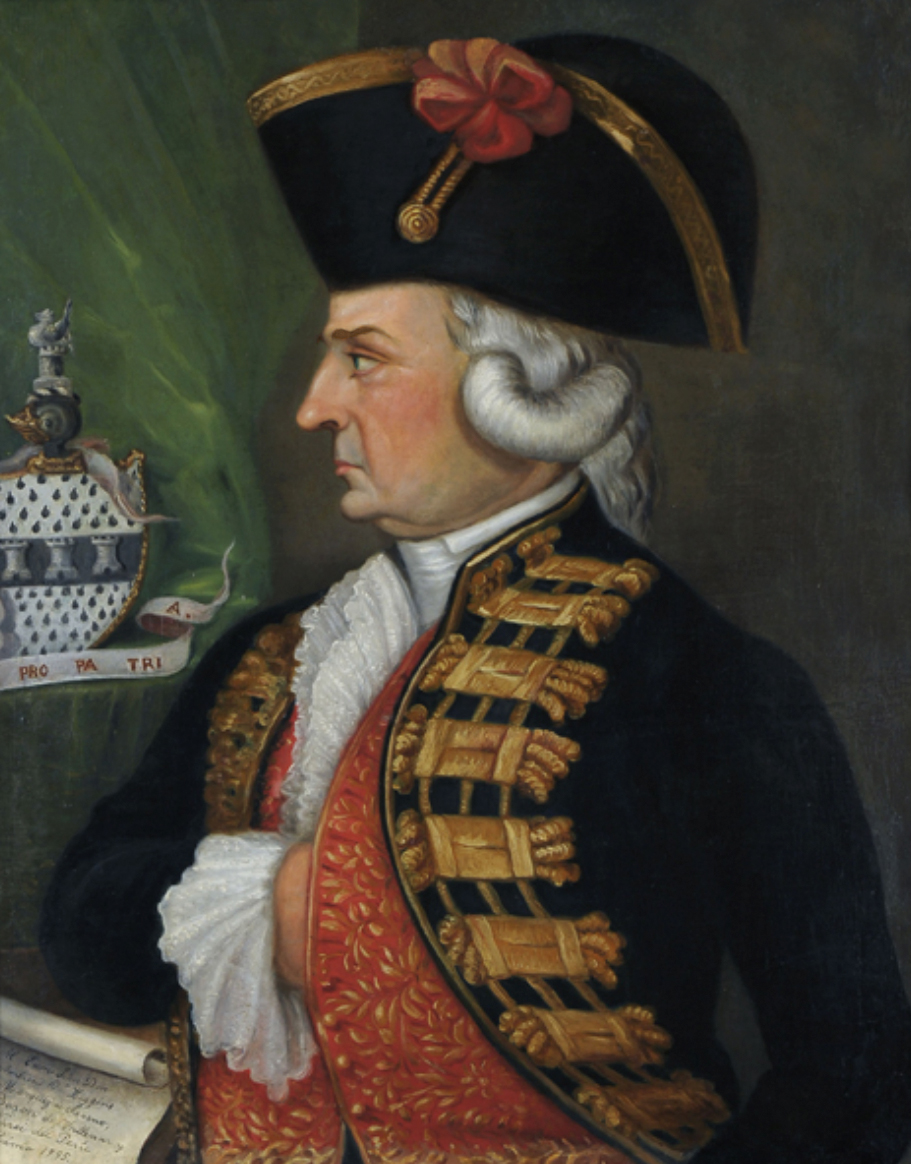
Ambrosio O'Higgins

- Ambrosio Arce de los Reyes, scrittore spagnolo
- Ambrosio Aureliano, condottiero romano
- Ambrosio Bembo, viaggiatore italiano
- Joan Ambrosio Dalza, compositore e liutista italiano
- Ambrosio de Morales, umanista, storico e archeologo spagnolo
- Ambrosio O'Higgins, politico e generale spagnolo
- Ambrosio Padilla, cestista, dirigente sportivo e politico filippino
- Ambrosio Piazza, architetto e scultore italiano

### Variante Ambroise

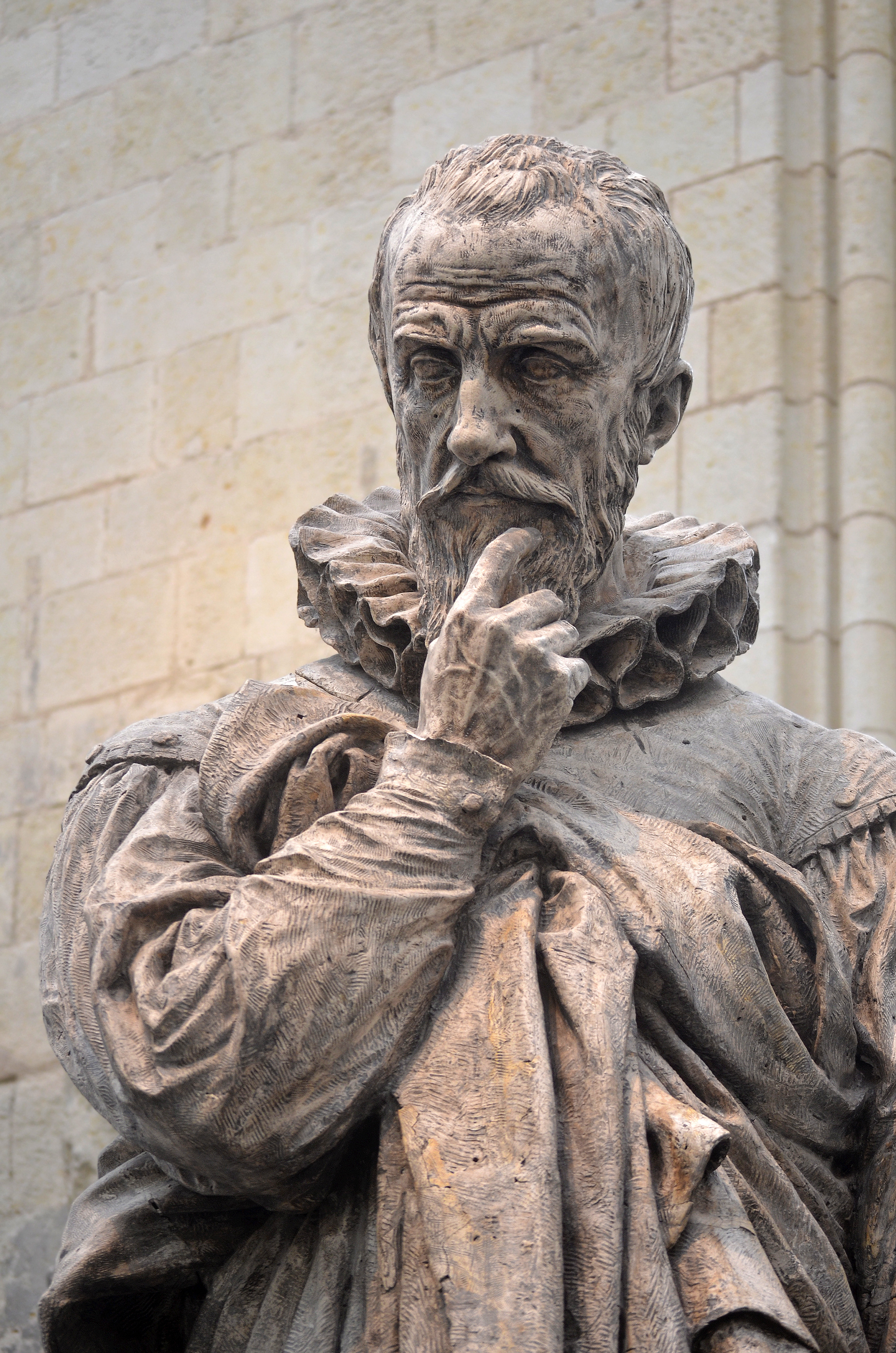
Ambroise Paré

- Ambroise-Augustin Chevreux, religioso francese
- Ambroise Duboise, pittore francese
- Ambroise Marie François Joseph Palisot de Beauvois, naturalista e botanico francese
- Ambroise Paré, medico e chirurgo francese
- Ambroise Thomas, compositore francese
- Ambroise Vollard, imprenditore francese

### Variante Ambrose

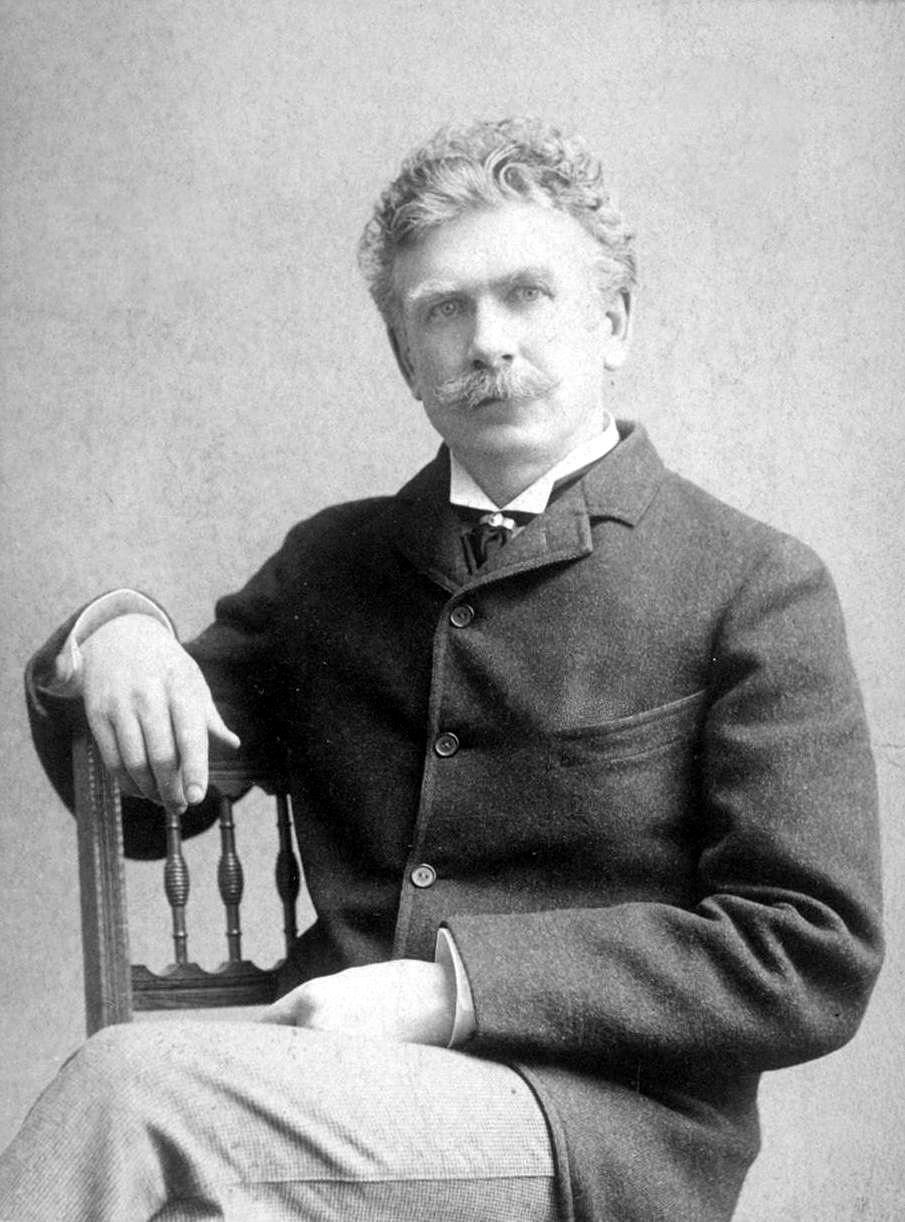
Ambrose Bierce

- Ambrose Akinmusire, trombettista e compositore statunitense
- Ambrose Bierce, scrittore, giornalista e aforista statunitense
- Ambrose Burnside, generale e politico statunitense
- Ambrose Dudley, III conte di Warwick, nobile e generale britannico
- Ambrose Maréchal, arcivescovo cattolico francese
- Ambrose Philips, poeta e politico britannico
- Ambrose Powell Hill, militare statunitense

### Altre varianti
- Ambrosino da Tormoli, pittore italiano
- Ambróz Lazík, vescovo cattolico slovacco
- Ambrus Nagy, schermidore ungherese
- Ambruse Vanzekin, calciatore nigeriano

## Il nome nelle arti
- Ambrose Monk è un personaggio della serie televisiva Detective Monk.
- Bogio da Vergalle è un personaggio dell'Orlando furioso.
- Ambrosia è un personaggio presente nella miniserie televisiva del 1998 Merlino.